# Ostrya carpinifolia
Il carpino nero, carpinella, ostria o, meno frequentemente, carpinello (Ostrya carpinifolia Scop.) è un albero della famiglia delle Betulacee.
Il carpino nero ha tronco dritto e chioma raccolta e un po' allungata; le sue foglie sono a forma ovale, allungate e con il bordo seghettato; la nervatura principale è molto evidente e infatti si dicono penninervie. I frutti sono acheni a grappolo di colore bianco/verde.

## Descrizione
Il carpino nero, in Italia, si trova nelle fasce medie delle colline in posizioni mediamente soleggiate. La formazione forestale nella quale il carpino nero risulta nel suo optimum è l'Orno-ostrietum, vale a dire in associazione con l'orniello (Fraxinus ornus). Tale associazione (di cui l'orniello e il carpino sono le specie rappresentative) è tipica della "vegetazione illirica", ben rappresentata in Italia, specie nella zona dei Laghi lombardi, presente anche nella parte alta del lago di Garda, dove il carpino si trova associato alla roverella (Quercus pubescens) o al cerro (Quercus cerris). Boschi di carpino nero sono molto diffusi anche nell'Appennino settentrionale e centrale, meno consueti nel Meridione, Sicilia e Sardegna.

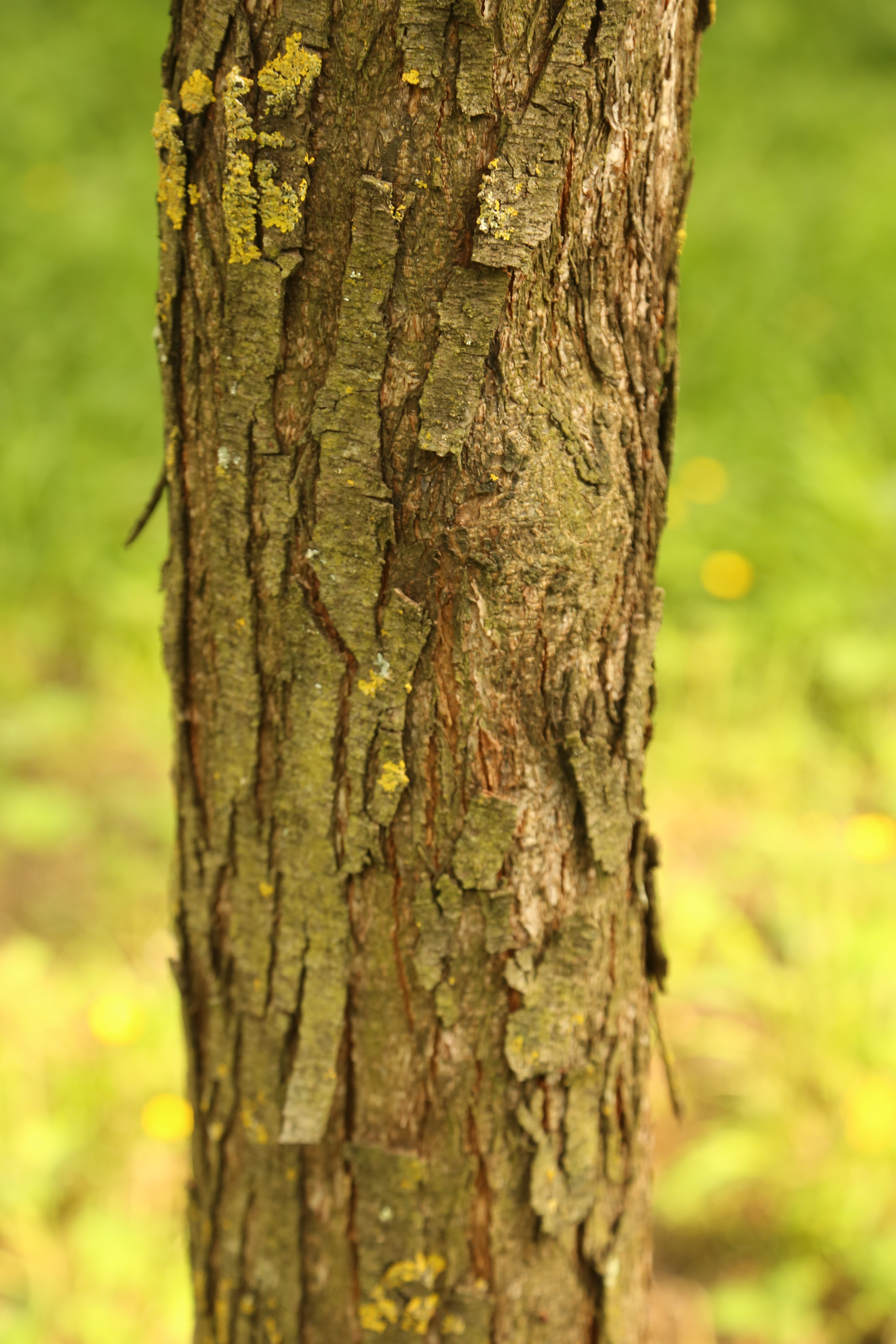
Tronco di carpino nero

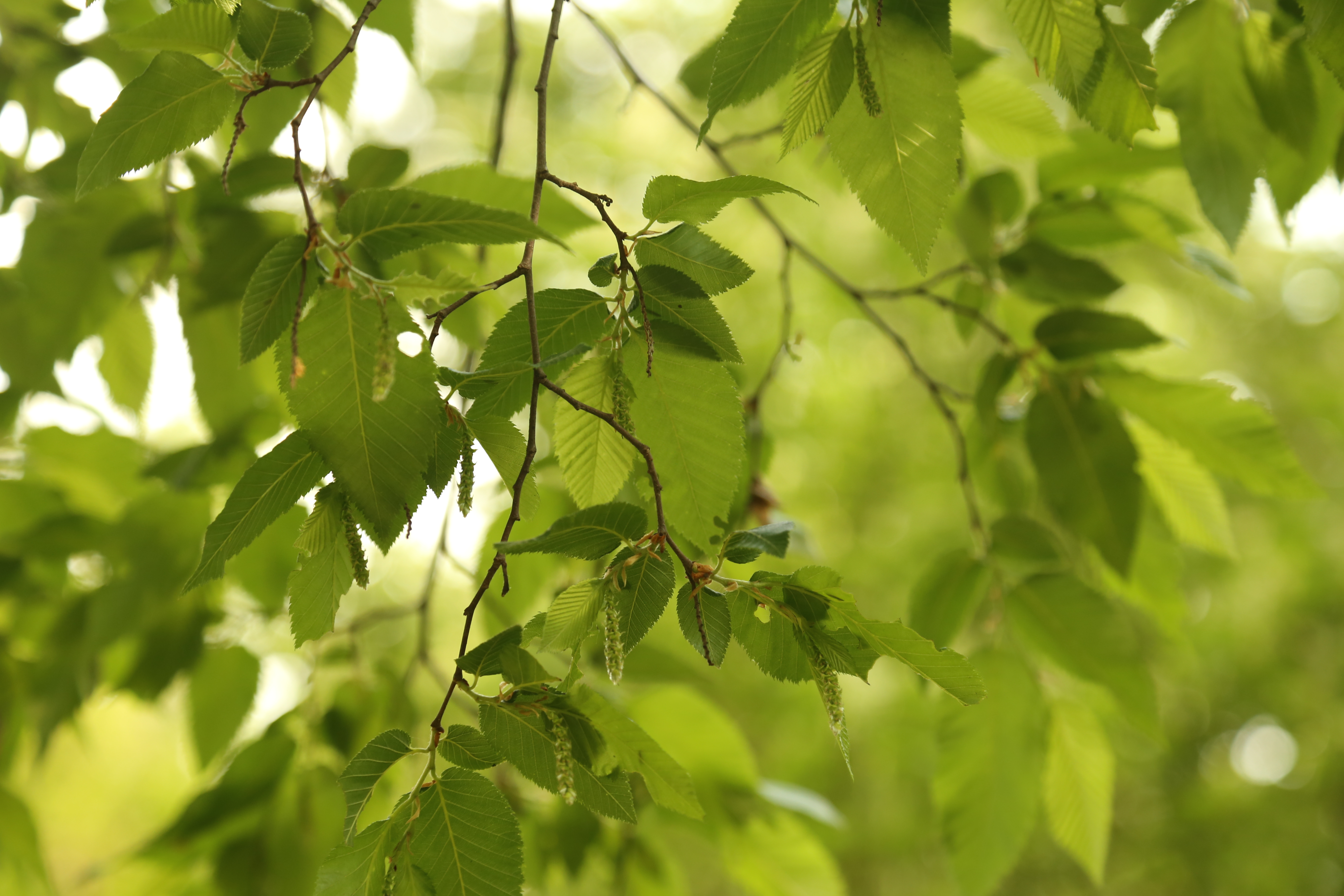
Foglie e infruttescenze di carpino nero

## Distribuzione
Il carpino nero presenta un areale limitato all'Europa sud-orientale (Italia, Austria, Balcani, Grecia, Anatolia). In Italia è presente nell'area prealpina centro-orientale e nell'area peninsulare (dall'Appennino settentrionale alla Calabria), con presenze sporadiche nelle isole maggiori e nell'isola d'Elba.
 In Italia vi sono circa 800 000 ettari di boschi con presenza di Carpino nero; è la specie correlata ai querceti di roverella e di cerro.

## Ecologia
È una specie che necessita di un lungo periodo vegetativo. In Italia vegeta fino a 1000-1 200 m s.l.m.; negli ambienti collinari peninsulari occupa soprattutto i versanti nord.
Ha esigenze idriche superiori a quelle della roverella, predilige i suoli calcarei e marnosi, teme il ristagno idrico, e non sopporta i terreni troppo argillosi.

## Usi
- Viene impiegato come pianta ornamentale in parchi e giardini, oltre che per alberature di strade e viali cittadini.
- Produce un legno pesante e compatto, di colore rosso-bruno, usato principalmente come combustibile
- Negli anni '80 in Italia il suo legno è stato utilizzato come sostituto economico per i mobili di ciliegio americano.
- Inoltre il legno possiede un'alta resistenza all'acqua e all'umidità.

## Avversità
Da agenti fungini
- Cancro dei rami, da funghi dei generi Nectria e Septobasidium
- Carie del legno, da funghi xilovori dei generi Fomes, Polyporus, Trametes, Stereum
- Macchie fogliari, dai funghi Cylindrumsporium spp., Gleosporium robergei, Septoria ostryae
- Cancro del colletto e delle radici, dal fungo Armillaria mellea
- Oìdio, dai funghi Phyllactinia corylea e Microsphaera alni

Da agenti animali
- Erosioni del legno dal Rodilegno rosso e giallo (Cossus cossus e Zeuzera pyrina)
- Infestazioni da Ragno giallo (Eotetranychus carpini)
- Spoliazione fogliare da larve di Lepidotteri.
- Infestazione da Afidi vari.

## Galleria d'immagini

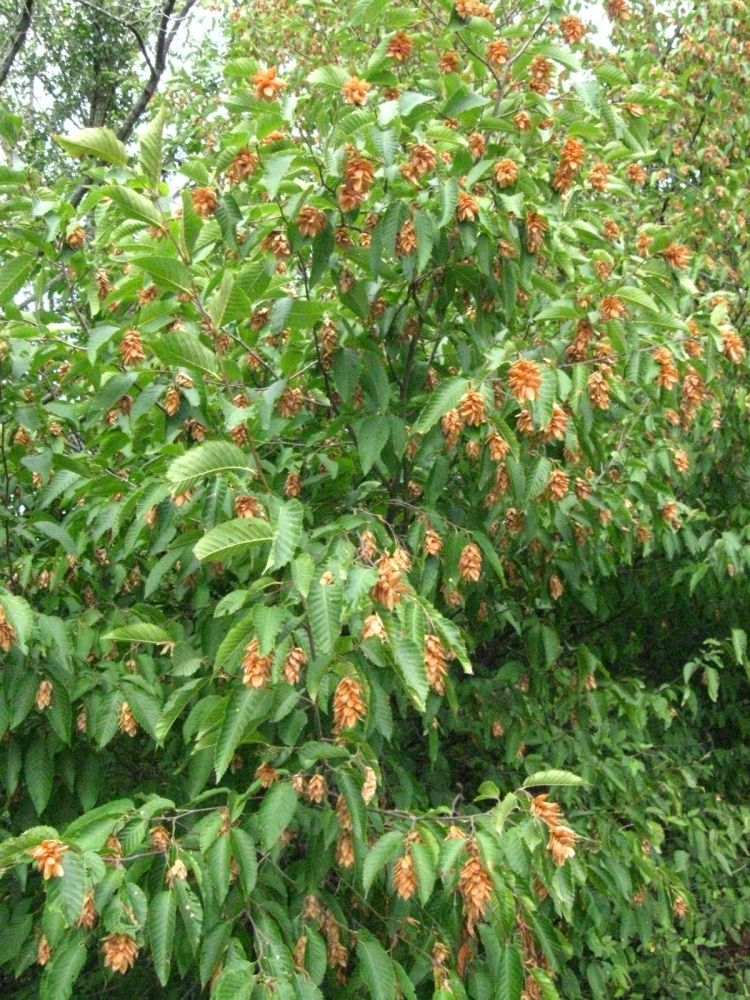
Esemplare con infruttescenze
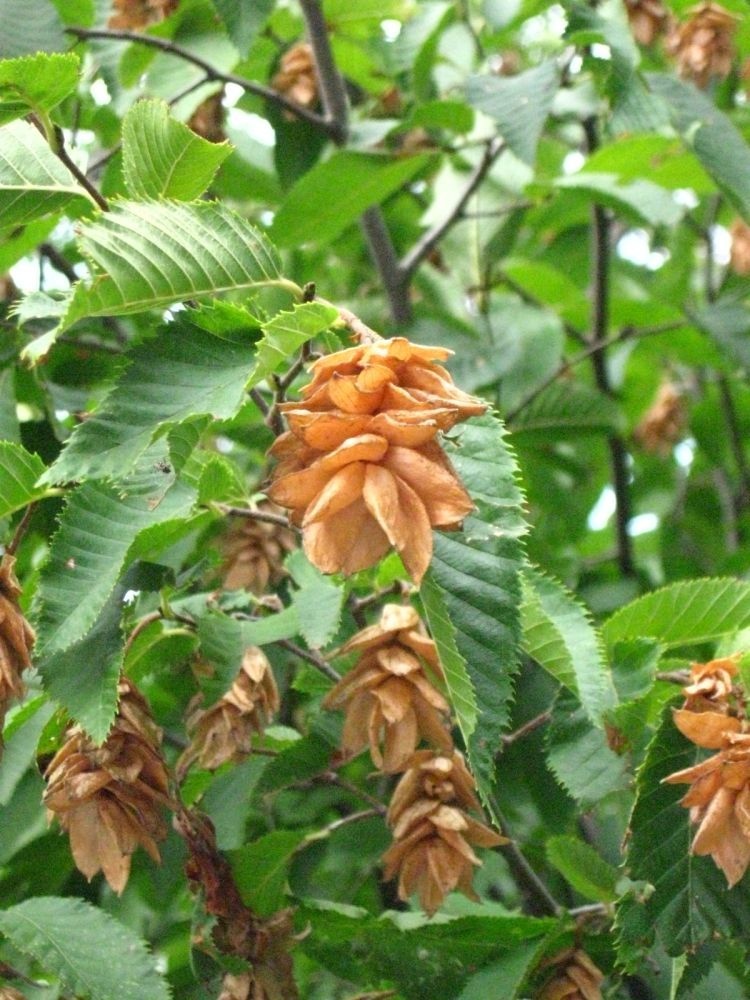
Infruttescenze (particolare)
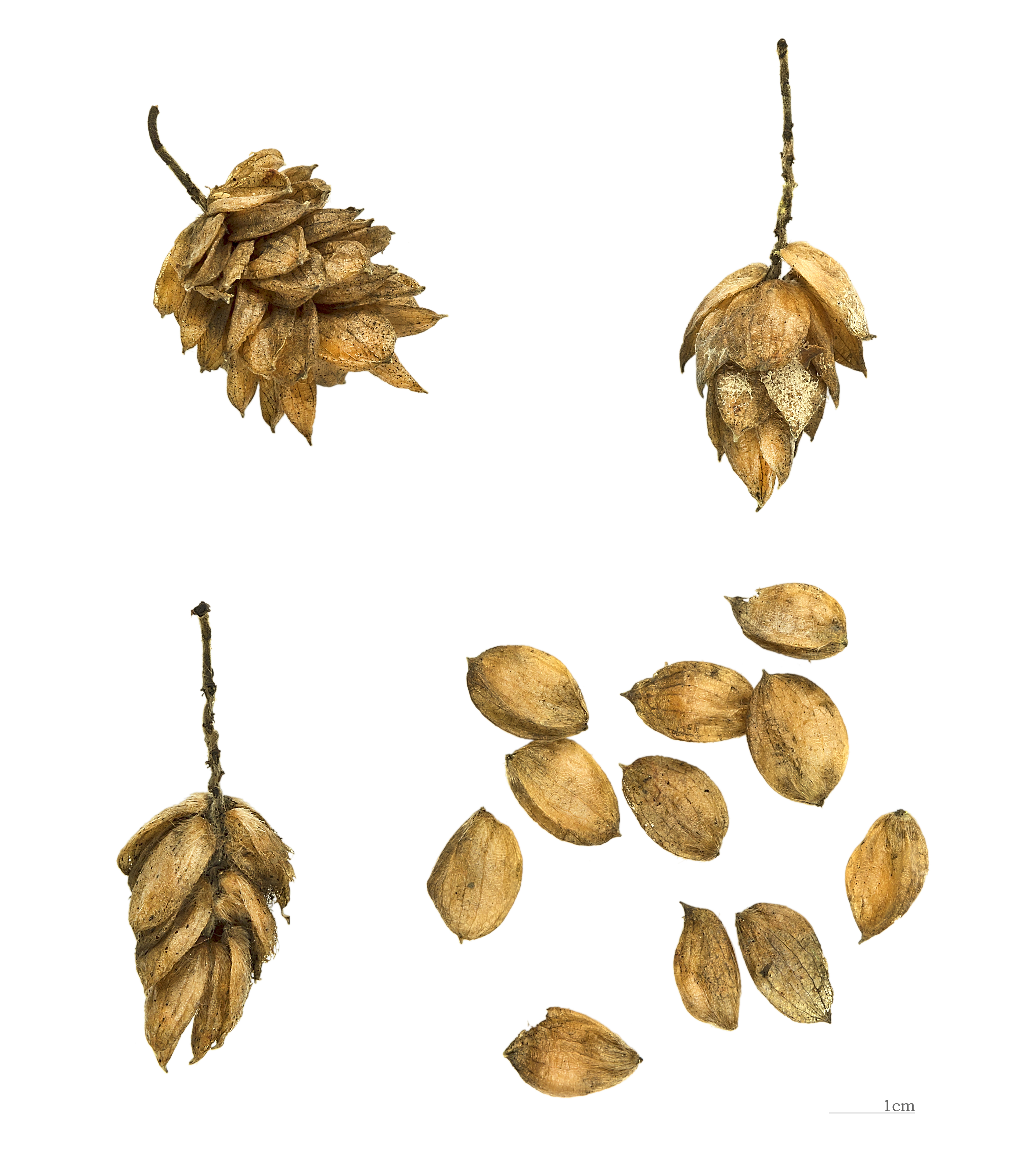
Frutti maturi
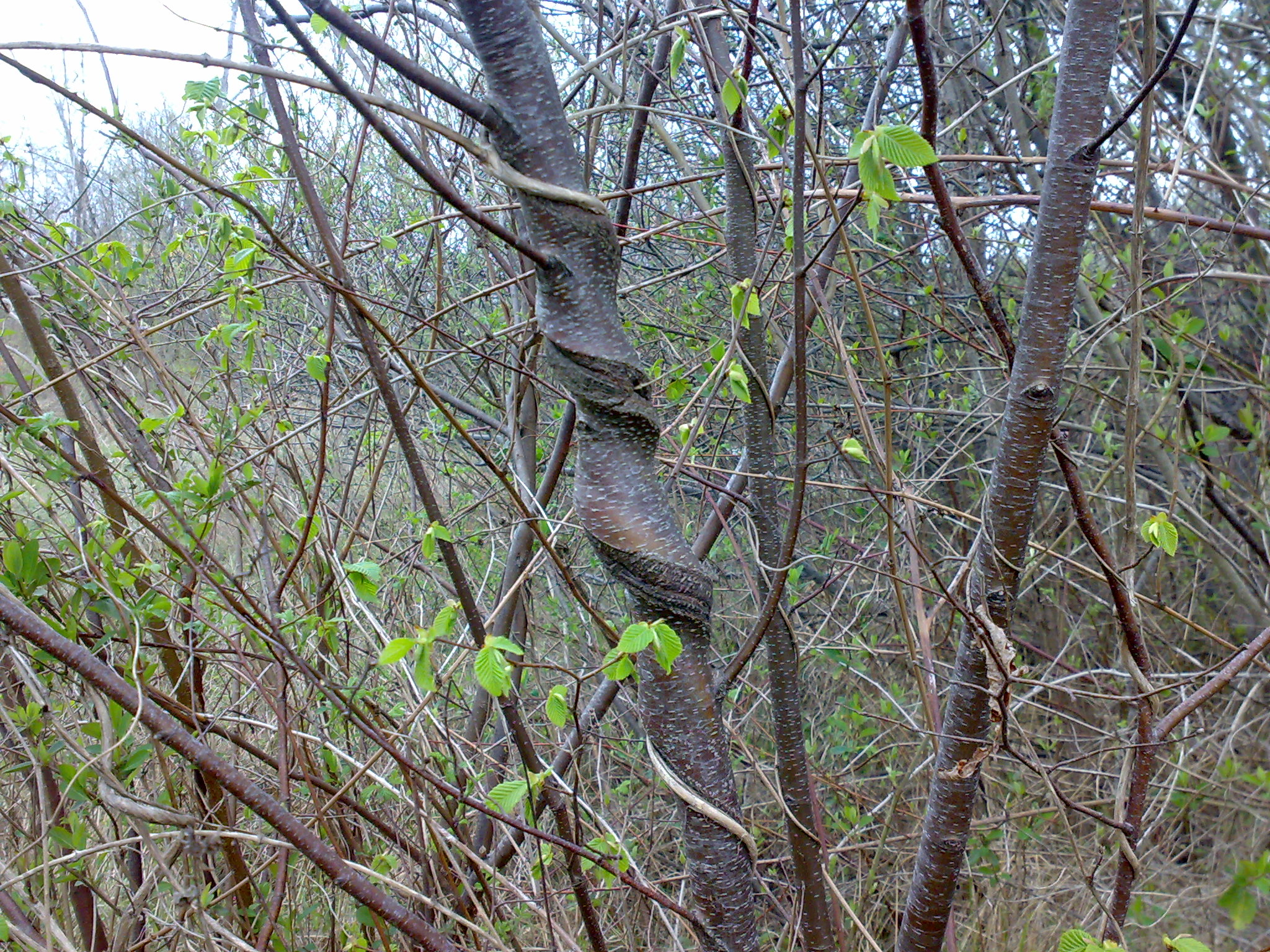
Giovane carpino nero "avvitato" da un rampicante